# Chetogena edwardsii
Chetogena edwardsii là một loài ruồi trong họ Tachinidae.